# Cephalophyllum numeesense
Cephalophyllum numeesense är en isörtsväxtart som beskrevs av H.E.K. Hartmann. Cephalophyllum numeesense ingår i släktet Cephalophyllum och familjen isörtsväxter. Inga underarter finns listade i Catalogue of Life.